# Gaspar Corte-Real
Gaspar Corte-Real (1450 k. – 1501?) portugál tengerész, João Vaz Corte-Real fia, Miguel Corte-Real öccse. Első amerikai útján, 1500-ban az Északnyugati átjáró keresésére indult, de az erős jégzajlás miatt csak Grönland délkeleti partvidékéig jutott el.
1501-ben újra útnak indult, immár két hajóval — a másikat bátyja vezette. Felfedezték Labrador és Új-Fundland egy-egy partszakaszát, majd Miguel visszatért Portugáliába. Gaspar folytatta útját dél felé, de nyoma veszett: többé senki se hallott róla.
A testvérek útjáról részleteket a Lisszabonba akkreditált velencei követ Miguel beszámolója alapján összeállított leírásából tudunk. A követ kitér a gleccserekre, a fában gazdag erdőkre, sőt még a bennszülöttek (indiánok vagy talán eszkimók) életformájára is.